# Bataille d'Uchidehama
La bataille d'Uchidehama (打出浜の戦い, Uchidehama no tatakai) se déroule en 1582, près de Kyoto au Japon à la suite de la bataille de Yamazaki. Les forces de Toyotomi Hideyoshi poursuivent le clan Akechi défait à Uchidehama où elles l'affrontent de nouveau. Akechi Mitsuharu mène les Akechi, tandis que son cousin, Mitsuhide, meurt à Yamazaki. Hori Hidemasa est à la tête des forces Toyotomi à Uchidehama et défait Akechi Mitsuharu.
Uchidehama se trouvait près de l'actuelle ville d'Ōtsu, préfecture de Shiga, à l'extérieur de Kyoto.

## Source de la traduction
- (en) Cet article est partiellement ou en totalité issu de l’article de Wikipédia en anglais intitulé « Battle of Uchidehama » (voir la liste des auteurs).